# Angel City FC
El Angel City FC es un club de fútbol femenino estadounidense que se unió a la National Women's Soccer League en 2022. Tiene sede en Los Ángeles, California y fue fundado el 21 de julio de 2020.
El club es el primer equipo de fútbol femenino profesional con sede en Los Ángeles desde que Los Angeles Sol dejara de existir en 2010.

## Historia
El 21 de julio de 2020, la National Women's Soccer League anunció que la ciudad de Los Ángeles adquiriría los derechos para la creación de un nuevo club que se uniría a la liga en la temporada 2022. Entre sus fundadores se encuentran la actriz Natalie Portman, el emprendedor Alexis Ohanian, la tenista Serena Williams, los YouTubers Lilly Singh y Casey Neistat, y los exintegrantes de la selección femenina de Estados Unidos Mia Hamm, Lauren Holiday y Abby Wambach, entre otros.
El club tuvo su primer amistoso internacional cuando hizo de local frente al Tigres de la UANL en agosto de 2022, partido que el Angel City ganó por la mínima. La primera edición de la Copa Angelina el 5 de septiembre de 2022 vio al Angel City caer por 2-0 ante la selección femenina de México, tras un tanto de Scarlett Camberos y un gol en contra.

## Temporadas
| Temporada | Fase regular | Fase regular | Fase regular | Fase regular | Fase regular | Fase regular | Fase regular | Fase regular | Eliminatorias    | Challenge Cup        |
| Temporada | PJ           | G            | E            | P            | GF           | GC           | Pts          | Pos          | Eliminatorias    | Challenge Cup        |
| --------- | ------------ | ------------ | ------------ | ------------ | ------------ | ------------ | ------------ | ------------ | ---------------- | -------------------- |
| 2022      | 22           | 8            | 5            | 9            | 23           | 27           | 29           | 8.º          | No clasificó     | 4.º (fase de grupos) |
| 2023      | 22           | 8            | 7            | 7            | 31           | 30           | 31           | 5.º          | Cuartos de final | 2.º (fase de grupos) |